# Kelly Monaco
Kelly Monaco est une actrice américaine née le 23 mai 1976 à Philadelphie, Pennsylvanie (États-Unis).

## Biographie
Kelly est née à Philadelphie en Pennsylvanie d'Albert "Al" Monaco et de son épouse Carmina. Elle a quatre sœurs : deux plus âgées, Christine, Marissa et deux ûs jeunes, Carmina et Amber. La famille a déménagé pour vivre dans les Monts Pocono, avec une vie au grand air et elle a fréquenté la Pocono Mountain High School et a suivi ses premiers cours de théâtre. Après le lycée, elle a travaillé comme sauveteuse dans une station balnéaire locale et a fréquenté le Northampton Community College pendant deux ans.
Kelly Monaco a joué dans le soap opera Port Charles de 1999 à 2003. En effet, elle interprétait deux rôles celui de Olivia “Livvie” Locke Morley (1999–2003) et celui de Tess Ramsey (2002–2003). Lorsque Port Charles s'est vu retiré des programmations de ABC, Kelly Monaco a rejoint la distribution du soap opera Hôpital central en septembre 2003 comme Samantha McCall.
Elle fut également la playmate du mois d'avril 1997 pour le célèbre magazine Playboy.
Par ailleurs, elle a également participé à la populaire émission télévisée de ABC Dancing with the Stars avec comme partenaire Alec Mazo. La participation à cette émission lui a permis de jouir d'une certaine notoriété aux États-Unis. Le 6 juillet 2005, Kelly Monaco gagnait le trophée récompensant les meilleurs danseurs de la compétition.
Entre septembre et novembre 2012, elle est de nouveau candidate à Dancing with the Stars pour la saison 15 All Stars avec comme partenaire Valentin Chmerkovskiy. Elle termine 3e lors de la finale face à Shawn Johnson et la gagnante Melissa Rycroft.
En 2020, Kelly suspend temporairement sa participation à General Hospital, du fait de problèmes respiratoires. Elle est remplacée dans son rôle par Lindsay Hartley,.

## Filmographie
- 1989 : Alerte à Malibu ("Baywatch") (série télévisée) : Rookie Lifeguard Susan (1997-1998)
- 1998 : BASEketball : Pole-Dancing Cheerleader Sharon
- 1999 : La Main qui tue (Idle Hands) : Tiffany
- 1999 : Late Last Night (en) (TV) : Centerfold Elaina
- 1999 : Mumford : Marisa, the Landlady's Daughter
- 1998 : Welcome to Hollywood : elle-même
- depuis 2003 : Hôpital central : Sam Morgan
- 1997 : Port Charles (série télévisée) : Olivia 'Livvie' Locke (1999-2003) / Tess Ramsey (2002-2003)
- 2005 et 2012 : Dancing with the Stars (TV)
- 2011 : Un demi-siècle nous sépare (téléfilm) : Julie
- 2015 : Baby Daddy : Kelly Monaco